# Мікроспоридіоз
Мікроспоридіоз (англ. microsporidiosis) — опортуністична кишкова інфекційна хвороба. Її спричинюють 1700 видів мікроспоридій, які є облігатними (обов'язковими) внутрішньоклітинними спороутворюючими паразитами, які належать до типу Microspora та порядку Microsporida. Вони є убіквітарними (всюдисущими) мікроорганізмами з широким діапазоном хазяїв, зокрема гризунів, медоносних бджіл, риб, комарів, кліщів, коників, кроликів, собак та інших хутрових ссавців.
Більшість випадків мікроспоридіозу людини пов'язано з ВІЛ-інфекцією або іншими формами імуносупресії, особливо у реципієнтів трансплантованих органів і тих, хто проходить хіміотерапію. Однак повідомлялося про випадки й в імунокомпетентних осіб.
Ураження E. bieneusi часто призводять до тривалої виснажливої хвороби з діареєю, яка може тривати кілька місяців. Вони спричиняють летальність до 56 %. Окрім хронічної діареї, у хворих на СНІД можуть спостерігатися порушення всмоктування та виснаження. E. bieneusi відповідає за понад 90 % випадків кишкового мікроспоридіозу в цій популяції. Залишок припадає на E. intestinalis.

## Етіологія
Описано понад 1400 видів, які належать до більш ніж 200 родів, як патогени, які інфікують широкий спектр хребетних і безхребетних. Існує принаймні 15 видів мікроспоридій, які ідентифіковані як патогени людини. Види, які найчастіше спричинюють хворобу у них:
- Brachiola algerae
- Brachiola vesicularum
- Enterocytozoon bieneusi
- Encephalitozoon hellem
- Encephalitozoon intestinalis (раніше мав назву Septata intestinalis)
- Encephalitozoon cuniculi
- Microsporidium africanum
- Microsporidium ceylonensis
- Nosema bombycis
- Nosema connori
- Nosema ocularum
- Pleistophora species
- Trachipleistophora anthropophthera
- Trachipleistophora hominis
- Vittaforma corneae (раніше — Nosema corneum)

## Епідеміологічні особливості
Мікроспоридії поширені по всьому світу. Повідомлялося про випадки мікроспоридіозу як у розвинутих країнах, так і в країнах, які розвиваються, а також серед осіб із пригніченим імунітетом та імунокомпетентних осіб.
Люди заражаються мікроспоридіозом через ковтання або вдихання спор мікроспоридій. Дослідження виявили виділення Encephalitozoon із сечовивідних шляхів у пацієнтів з дисемінованою інфекцією, що свідчить про можливу передачу статевим шляхом.

## Патогенез
Спора видавлює свою полярну трубочку та вводить інфекційну спороплазму в клітину-хазяїна. Потрапляючи всередину клітини, збудник розмножується шляхом бінарного поділу або шизогонії. Розвиток може відбуватися безпосередньо всередині цитоплазми клітини-хазяїна або всередині паразитофорних вакуолей. У міру розвитку та накопичення зрілих збудників клітина розширюється і, зрештою, розривається, вивільняючи мікроспоридії.

## Клінічні прояви
Клінічні симптоми та прояви мікроспоридіозу залежать від виду збудника та імунного статусу хазяїна.
Мікроспоридійний кератокон'юнктивіт був виявлений у людей з імунодефіцитом, і використання місцевих глюкокортикостероїдів сприяє початку хвороби. У пацієнтів з'являлось ураження епітелію рогівки. Інфекція рогівки є причиною формування одностороннього стромального кератиту. У пацієнтів розвивається:
- відчуття стороннього тіла, біль в очах;
- світлочутливість;
- почервоніння очей;
- надмірна сльозотеча;
- розмитість або погіршення зору.

Шкірний мікроспоридіоз: виникають вузликові ураження шкіри у пацієнтів з ВІЛ-інфекцією.
Кишковий або жовчний мікроспоридіоз включає:
- Хронічну діарею (рідка, водяниста, без крові).
- Втрату ваги.
- Біль у животі.
- Нудоту.
- Блювання.

При дисемінованому мікроспоридіозі виникають прояви холециститу, ниркової недостатності, інфекції дихальних шляхів. Пацієнти з ураженням дихальних шляхів можуть скаржитися на постійний кашель, задишку та хрипи.
Головний біль, закладеність або виділення з носа, біль в очах і втрата смаку можуть свідчити про ураження придаткових пазух носа. Ті, у кого мікроспоридіоз уражає пазухи, можуть мати кірки в носі або нагноєння, поліпозну тканину або потовщену та зернисту слизову оболонку.
Пацієнти з ураженням сечовивідних шляхів часто хворіють безсимптомно.

## Діагностика
Мікроскопічне дослідження забарвлених зразків випорожнень дозволяє найшвидше діагностувати мікроспоридіоз, але не дозволяє ідентифікувати вид збудника.
Для діагностики мікроспоридіозу корисні цитологічні та гістологічні дослідження. Мікроорганізм часто виявляється після зішкрібу або мазка з кон'юнктиви після фарбування за Грамом (вони зазвичай фарбуються грампозитивними) або хромотропного фарбування. Спори мікроспоридій можна ідентифікувати в зразках тканин, отриманих шляхом біопсії або розкриття. Методики фарбування, які використовуються для виявлення мікроспоридій, включають фарбування Брауна Бренна за Грамом, фарбування сріблом за Вортін-Старрі (Warthin–Starry stain), за Гімзою та трихромно-блакитне фарбування.
Флуорохромні фарби, включаючи кальцофлуор білий і увітекс 2В, мають високу спорідненість з хітином. Їх можна використовувати для виявлення мікроспоридій в сечі, калі, слизу та біоптатах тканин. Мікроспоридії погано фарбуються гематоксилін-еозином.
Просвічувальна електронна мікроскопія дозволяє ідентифікувати види на основі ультраструктури, але це надто дорого та займає багато часу для рутинного використання.
Полімеразна ланцюгова реакція доступна в деяких дослідницьких лабораторіях і може використовуватися для діагностики інфекції E. bieneusi, V. corneae або Nosema.
Імунофлуоресцентні аналізи з використанням моноклональних або поліклональних антитіл доступні в деяких дослідницьких лабораторіях і можуть бути виконані на більшості зразків, включаючи тканини, фіксовані формаліном. Ці дослідження дозволяють візуалізувати спори та екструдовані полярні канальці.
Діарея може бути причиною дефіциту мікроелементів. Вітамін B12 є тим мікроелементом, якого 
не вистачає у людей з ВІЛ-інфекцією. Дефіцит вітаміну B12 може призвести до когнітивних порушень та анемії. Інші аналізи, які слід зробити пацієнтам з мікроспоридіозом, включають вітамін B6 та інші вітаміни групи B, жиророзчинні вітаміни, цинк і селен. Зокрема, лікування дефіциту вітаміну В1 за допомогою сульбутіаміну можна розглядати при деяких формах мікроспоридіозу. У пацієнтів із тривалою діареєю може розвинутися порушення всмоктування жирів, вітамінів та інших поживних речовин; тому дослідження калу D-ксилозний тест необхідне для оцінки мальабсорбції у пацієнтів з мікроспоридіозом шлунково-кишкового тракту.
Ендоскопія тонкої кишки показує, що паразитарне навантаження найбільше в проксимальному її відділі. За можливості слід зробити біопсію при цьому. Спори мікроспоридій часто можна знайти в дуоденальній рідині.
Дослідження очей за допомогою щілинної лампи виявляє кератокон'юнктивіт, спричинений мікроспоридіями, який характеризується дифузною, поверхневою, точковим ураженням рогівки.
Гістологічні зрізи тонкої кишки, як правило, виявляють легкий запальний інфільтрат (переважно лімфоцитарний) і нерівний розподіл інфікованих ентероцитів. Зразки кишкової біопсії пацієнтів з підозрою на мікроспоридіоз повинні бути забарвлені за Грамом. Атрофія та зрощення ворсинок, подовження крипт і виснаження келихоподібних клітин є поширеними на ураженій слизовій оболонці. 
E. intestinalis більш інвазивний, ніж E. bieneusi. E. intestinalis може інфікувати ентероцити та клітини власної пластинки (lamina propria), фібробласти та макрофаги. Енцефалітозоїдні інфекції можуть спричинити гранульоматозні ураження нирок і печінки. Пінисті гістіоцити спостерігалися в нижній частині дерми пацієнтів, які мали вузлові ураження шкіри.

## Лікування
Альбендазол є препаратом вибору при очному, кишковому та дисемінованому мікроспоридіозі. Показано, що альбендазол зменшує шлунково-кишкові прояви, гістопатологічні ознаки очищення кишки та збільшення маси тіла у пацієнтів з інфекцією E. intestinalis. Не існує стабільно ефективних методів лікування інфекції E. bieneusi. У деяких дослідженнях повідомляється, що альбендазол зменшує частоту та обсяг діареї та стабілізує вагу пацієнтів з інфекцією E. bieneusi, але повного знищення в організмі не відбувається, бо збудник при застосуванні цього препарату ще виявляється в зразках калу та дуоденальних біоптатах.
Значну роль в терапії грає динамічна дієта. При цьому слід ретельно підраховувати втрати організму через діарею.

## Профілактика
Слід наставити пацієнтів з імунодепресією щодо важливості частого миття рук, ретельної термічної обробки м’яса та обмеження контакту з тваринами, підозрюваними на зараження мікроспорідиями. Слід проінформувати пацієнтів з мікроспоридіозом про те, що ця хвороба може передаватися статевим шляхом, а також про необхідність медичної перевірки статевих партнерів.